# Фуркэ (радиолокационная станция)
«Фуркэ» — российская трёхкоординатная корабельная РЛС обнаружения и целеуказания. Предназначена для обнаружения, государственного распознавания, определения координат и сопровождения воздушных (включая низколетящие и малоразмерные) и надводных целей. Может осуществлять целеуказание зенитным средствам по опасным целям.
РЛС представляет собой корабельный вариант станции обнаружения целей РЛС 1РС1-1Е (1РЛ123-Е) сухопутного зенитного ракетно-артиллерийского комплекса «Панцирь-С1».
Разработана ФГУП «ВНИИРТ» (Москва). Главный конструктор — Р.Л. Махлин.
В РЛС реализованы новейшие технические решения: плоская полуактивная ФАР на твердотельных передающих модулях, цифровая обработка сигналов. РЛС всепогодна и может эксплуатироваться в различных климатических зонах
Фазированная антенная решётка дециметрового диапазона. Передача — пассивная (один луч), приём — полуактивный (три луча), стабилизация луча электронная. Усилитель высокой частоты — на СВЧ-транзисторах. Обеспечивается цифровая обработка сигналов, многоканальная доплеровская фильтрация, автокомпенсация активной шумовой помехи.
Сканирование по азимуту осуществляется механическим вращением антенны, сканирование по углу места — электронное.

## Тактико-технические характеристики
Ниже приводятся характеристики экспортного варианта РЛС «Фуркэ-Э»
| Характеристика                                                                                       | «Фуркэ-Э» вариант 1     | «Фуркэ-Э» вариант 2     | «Фуркэ-Э» вариант 3     |
| --- | ----------------------- | ----------------------- | ----------------------- |
| Частотный диапазон                                                                                   | УВЧ                     | СВЧ                     | УВЧ                     |
| Дежурный режим                                                                                       |                         |                         |                         |
| Зона обзора по дальности, км                                                                         | 60                      | 150                     | 60                      |
| Зона обзора по азимуту, °                                                                            | 360                     | 360                     | 360                     |
| Зона обзора по углу места, °                                                                         | 6                       | 4                       | 15                      |
| Дальность обнаружения траектории надводной цели                                                      | 0,95–1,4 радиогоризонта | 0,95–1,4 радиогоризонта | 0,95–1,4 радиогоризонта |
| Дальность обнаружения траектории воздушной цели с ЭПР 1 м²                                           | 60                      | 120                     | 52; 60                  |
| Боевой режим                                                                                         |                         |                         |                         |
| Зона обзора по дальности, км                                                                         | 40                      | 100                     | 60                      |
| Зона обзора по азимуту, °                                                                            | 360                     | 360                     | 360                     |
| Зона обзора по углу места, °                                                                         | 60                      | 80                      | 30                      |
| Зона обзора по высоте, км                                                                            | 15                      | 20                      | –                       |
| Дальность обнаружения траектории воздушной цели с ЭПР 1 м²                                           | 30                      | 72                      | 52                      |
| Дальность обнаружения траектории ПКР с ЭПР 0,02 м² на высоте 5 м при высоте антенного поста 21 м, км | 10                      | 12–14                   | 12                      |
| Подавление отражений от неподвижных предметов, дБ                                                    | 50–55                   | 50–55                   | 50–55                   |
| Точность измерения координат – по дальности, м                                                       | 50                      | 50                      | 50                      |
| – по азимуту, т.д.                                                                                   | 4–6                     | 4–6                     | 3–4                     |
| – по углу места, т.д.                                                                                | 8–9                     | 5–7                     | –                       |
| Разрешающая способность – по дальности, м                                                            | 150–200                 | 150–200                 | 150–200                 |
| – по азимуту, °                                                                                      | 3,2                     | 3,2                     | 2,0                     |
| Количество одновременно сопровождаемых целей                                                         | 100                     | 200                     | 50                      |
| Энергопотребление, кВт                                                                               | 8                       | 25                      | 7,5                     |
| Масса РЛС, кг                                                                                        | 1100                    | 2450                    | 860                     |
| Масса аппаратуры, кг                                                                                 | 420                     | 890                     | 90                      |
| Среднее время наработки на отказ, ч                                                                  | 850                     | 850                     | 850                     |

## Установки на кораблях
- Корветы проекта 20380